# Maggie Norris Couture

Maggie Norris Couture es una casa de moda, fundada en 2000 en Nueva York por la diseñadora estadounidense Maggie Norris.

## Infancia
Maggie Norris nació en Nueva Orleáns, en el Estado de Luisiana. Su pasión por el diseño apareció muy temprano : desde los 6 años, comenzó a coser ropas para sus muñecas. En paralelo, su gusto por la elegancia fue influido por su madre quien siempre encargaba ropa a medida para sus hijos. 

## Educación
Maggie Norris comenzó a estudiar en la escuela del New Orleans Museum of Art. Luego, se estableció en Nueva York para seguir con sus estudios en Parsons The New School for Design y en la Liga de estudiantes de arte de Nueva York.
Después de haber obtenido su diploma, Maggie Norris fue contratada por Ralph Lauren como Diseñadora Creativa, pero fue ascendiendo los escalones y rápidamente llegó a ser Directora Superior de Diseño, encargada de la colección Ralph Lauren para la Mujer. Supervisó las colecciones prêt-à-porter y accesorios, y una de sus responsabilidades consistía en buscar nuevas ideas para las colecciones venideras. 
En 1998, Maggie Norris dejó Ralph Lauren para trabajar como Diseñadora en Jefe para Mondi. Fue entonces encargada de la colección Mondi para la Mujer y, conservando la calidad y el gusto impecables de la marca, se emprendió en rejuvenecer el espíritu de esta.
En 2000, Maggie Norris volvió a los Estados Unidos y fundó Maggie Norris Couture en medio de Nueva York: Manhattan. En 2003, Maggie Norris integró el Council of Fashion Designers of America (CFDA).

## La Línea

### Inspiraciones
Desde el comienzo, Maggie Norris fue sensible a la atmósfera efervescente de Nueva Orleáns, cuya identidad se forjó en medio de las influencias francesas, españolas y caribeñas. La personalidad de Maggie Norris como diseñadora ha sido marcada por un interés pronunciado por la diversidad cultural, constante en su recorrido desde Ralph Lauren hasta Maggie Norris Couture.
Por consiguiente, los viajes juegan un papel muy importante en el proceso creativo de Maggie Norris, porque le permiten sumergirse en una cultura completamente diferente y entender la esencia misma de su espíritu.
Por esta razón, muchas colecciones de Maggie Norris Couture han sido inspiradas por la atmósfera de una cultura, desde la opulencia de Rusia hasta la delicadeza de India, pasando por los colores de Marruecos.
Maggie Norris también ha sido ampliamente inspirada por su afición a deportes particularmente sofisticados como la equitación y la esgrima. Estos dos deportes inspiraron la primera colección de Maggie Norris, “Equestrienne”.
Una tercera e importante fuente de inspiración para Maggie Norris es su amor por las Artes. Algunos arquitectos como Buckminster Fuller, y algunos pintores franceses como Edgar Degas y Jacques-Louis David han particularmente influido en la recreación del glamour de antaño que Maggie Norris Couture personifica.

### Descripción del estilo
La particularidad de la marca Maggie Norris Couture reside en la opulencia de los materiales empleados (por ejemplo, tejidos antiguos que remontan a los siglos 17 o 18), en la delicadeza de los bordados y motivos de perlas realizados a mano, y en las formas elegantes y femeninas que a menudo hacen referencia a una época histórica.
Otra característica del estilo Maggie Norris Couture es la frecuente combinación de ropa en apariencia muy diferente, para obtener un traje absolutamente único (por ejemplo, una chaqueta entallada de tipo safari con un vestido de noche, o una chaqueta de infantería con una falda larga de tul).
Además de la alta costura, Maggie Norris ha lanzado su colección de camisas prêt-à-porter para el Hombre y la Mujer, realizadas a medida, con el objetivo de combinar el espíritu de la camisería tradicional europea con la modernidad y la sofisticación americanas.
En 2008, Maggie Norris integró el mundo de los accesorios lanzando su lujosa línea de estuches para cantimplora, los “Aquafolios”, inspirados por la expedición Lewis y Clark. Estos estuches ilustran la voluntad de Maggie Norris de incorporar su amor por la historia a su línea de accesorios. Con el objetivo de encontrar nuevas maneras de ser ecológicamente responsable, el Aquafolio promueve el uso de botellas en acero inoxidable, de una manera a la vez chic y ecológica.
Los cinturones “Suki Obi” constituyen la segunda línea de accesorios de Maggie Norris Couture. Estos cinturones inspirados por la época napoleónica están exclusivamente constituidos de seda y tafetán y concebidos con las delantera y espalda encorsetadas para esculpir la silueta femenina.

## Renombre
Las creaciones Maggie Norris Couture han figurado en varias revistas de moda como Vogue, Vanity Fair, More, Prestige, W, Elle, Town & Country y The New York Times, entre otras.
Los modelos Maggie Norris Couture han sido llevados por un gran número de mujeres famosas y de mujeres de mundo como Nicole Kidman, Naomi Watts, Jennifer Aniston, Alicia Keys, Halle Berry, Sharon Stone, Beyoncé Knowles, Diane Keaton, Somers Farkas y Michelle Obama, entre otras.

## Exposiciones
En 2006, Maggie Norris Couture figuró en la exposición “Love and War” del Fashion Institute of Technology Museum. El mismo año, Maggie Norris Couture apareció en la exposición “New York Society” del Museum of the City of New York.
En 2007, Maggie Norris Couture figuró en la exposición “New York Fashion Now” del prestigioso Victoria & Albert Museum, en Londres, al lado de 19 otros jóvenes diseñadores de Nueva York. La casa de moda ha también sido elogiada en el libro de la exposición escrito por Sonnet Stanfill, "New York Fashion".
En 2008, Maggie Norris coorganizó la exposición “Tableaux” en el New York Plaza Hotel, en colaboración con Aman & Carson Interiors.
En febrero de 2010, Maggie Norris Couture presentó la exposición “An Evening of New York Couture” en el salón Verdura, en colaboración con Verdura et Aman & Carson Interiors.2 Maggie Norris Couture vistió a Sarah Bradford y a la princesa Keisha Omilana de Nigeria para la ocasión.

## Eventos
Además de los desfiles de moda, Maggie Norris Couture organiza regularmente acontecimientos para presentar sus colecciones de una manera que sea a la vez original y artística. La casa de moda usa a menudo a famosos para vestir sus creaciones durante estos acontecimientos.
En 2006, Maggie Norris Couture organizó el acontecimiento “1950s New York” en el Café Carlyle, en colaboración con Boucheron y Grace Hightower De Niro, a beneficio de la asociación caritativa “Operation Smile”. Este acontecimiento era un homenaje al pianista Bobby Short y su herencia en calidad de creador de la atmósfera elegante y encantadora que sigue siendo palpable en el Café Carlyle hoy en día. 
En 2008, Maggie Norris Couture lanzó el acontecimiento intitulado “The Night They Invented Champagne” en el que han figurado Grace De Niro y numerosas mujeres de mundo neoyorquinas, vestidas con creaciones Maggie Norris Couture durante una noche. Con el objetivo de exponer sus creaciones de alta costura, Maggie Norris Couture recreó una época refinada en la que hombres y mujeres se vestían elegantemente e iban a escuchar blues, saboreando caviar y champán.
En 2008, el pintor estadounidense Nelson Shanks realizó el retrato de Keira Chaplin vestida del corsé “Katarina” de Maggie Norris Couture. Este retrato debería ser colgado próximamente a la National Gallery en Washington D. C.

## Publicaciones (libros y televisión)
En 2006, el vestido de noche “Caron” de Maggie Norris Couture figuró en el libro de Valerie Steele, “The Black Dress”.
En 2007, Maggie Norris fue mencionada en el libro de Sonnet Stanfill, “New York Fashion”, como una diseñadora que forma parte de una nueva generación de “jóvenes y talentosos diseñadores neoyorquinos que han alcanzado un éxito considerable, saludado tanto por el mercado como por la crítica.”
En 2007, Maggie Norris Couture estuvo en CBS Sunday Morning en un reportaje sobre la exposición “Dangerous Liaisons: Fashion and Furniture in the 18th Century” del Metropolitan Museum of Art.
En 2008, Lauren Ezersky cubrió el acontecimiento organizado por Maggie Norris Couture, llamado “The Night They Invented Champagne” para el programa televisado “Behind the Velvet Ropes”.
En 2010, Maggie Norris Couture fue el tema de un reportaje conducido por Lauren Ezersky para Better TV.

## Puntos de venta
Las creaciones Maggie Norris Couture son vendidas en “L’Armoire” en New Canaan, en el Estado de Connecticut, en “Ikram” en Chicago en el Estado de Illinois, y exclusivamente con cita en el taller Maggie Norris Couture de Manhattan.